# Autobahn Kuytun–Altay
Die Autobahn Kuytun–Altay oder Kui'a-Autobahn (chinesisch 奎阿高速公路, Pinyin Kuí'ā gāosù gōnglù, englisch Kui'a Expressway), chin. Abk. G3014, ist eine geplante regionale Autobahn im Autonomen Gebiet Xinjiang im Nordwesten Chinas. Die 760 km lange Autobahn zweigt bei Kuytun von der Autobahn G30 ab und führt in nördlicher Richtung über Karamay und Burultokay nach Altay.